# Липов Рог (станция)
Липов Рог — промежуточная железнодорожная станция 5-го класса Киевской дирекции Юго-Западной железной дороги на линии Чернигов—Нежин, расположенная в селе Яблоневое. Станция названа по названию села Липовый Рог, расположенного в 5 км юго-восточнее станции.

## История
Станция была открыта в 1930 году на действующей ж/д линии Нежин—Чернигов. По состоянию местности на 1986 год: на топографической карте лист М-36-016 станция обозначена. 

## Общие сведения
Станция представлена одной боковой и одной островной платформами. Имеет 3 путей. Есть здание вокзала. Межстанционный перегон «Заячьи Сосны — Липов Рог» — самый короткий по длине (2,5 км) на ж/д линии Нежин—Чернигов.

## Пассажирское сообщение
Ежедневно станция принимает пригородные поезда сообщения Чернигов—Нежин.